# Рей Джун
Рей Джун (англ. Ray June; 27 березня 1895 — 26 травня 1958) — американський кінематографіст на початку класичного голлівудського кіно. Його найвідоміші фільми Діти в обладунках і Забавна мордочка.

## Вибрана фільмографія
- 1924: Гонка долі / Racing Luck
- 1929: Закриті двері / The Locked Door
- 1929: Нью-йоркські ночі / New York Nights
- 1929: Алібі / Alibi
- 1930: Шепіт кажана / The Bat Whispers
- 1930: Лотерея наречених / The Lottery Bride
- 1930: Дістати до місяця / Reaching for the Moon
- 1931: Нескромний / Indiscreet
- 1931: Ерровсміт / Arrowsmith
- 1932: Кінне пір'я / Horse Feathers
- 1933: Я покрию берегову лінію / Cover the Waterfront
- 1933: Коли дами зустрічаються / When Ladies Meet
- 1934: Розривна течія / Riptide
- 1934: Дівчина з Міссурі / The Girl from Missouri
- 1934: Острів скарбів / Treasure Island
- 1935: Китайські моря / China Seas
- 1936: Народжена танцювати / Born to Dance
- 1940: Людина з Дакоти / The Man from Dakota
- 1948: Псевдонім джентльмен /. Alias a Gentleman
- 1948: Три дорогі доньки / Daring Daughters

## Нагороди
Джун був тричі номінований на премію «Оскар» за найкращу операторську роботу:
- 1931: Ерровсміт / Arrowsmith
- 1935: Варварське узбережжя / Barbary Coast
- 1957: Забавне личко / Funny Face